# Tõnu Kaalep
Tõnu Kaalep (ur. 12 listopada 1966 w Viljandi, zm. 27 maja 2018) – estoński designer, grafik, krytyk kultury i pisarz dramatyczny.